# Torture Killer
Torture Killer est un groupe finlandais de death metal, originaire de Turku.

## Histoire
Le groupe est formé en 2002 à Turku. À cette période, il est composé de cinq membres : les guitaristes Jari Laine et Tuomas Karppinen, le bassiste Kim Torniainen, le batteur Tuomo Latvala et le chanteur Pessi Haltsonen. Le groupe était à l'origine un cover band de Six Feet Under, adoptant son nom à partir d'une chanson de Six Feet Under, mais il commence rapidement à composer et interpréter des morceaux originaux dans la même veine. Chris Barnes, le chanteur original de Cannibal Corpse et chanteur actuel de Six Feet Under, rejoint officiellement Torture Killer en novembre 2005 participant à l'enregistrement de l'album Swarm! Il quitte le groupe en janvier 2008, et ne participe pas aux concerts tant qu'il faisait partie du groupe.
En 2009, le groupe sort son troisième album, Sewers, qui atteint la 14e place des classements finlandais.
Le partenariat avec Barnes se poursuit après la période Swarm! puisque Jari Laine a écrit la musique de trois chansons sur l'album Unborn de Six Feet Under sorti en 2013 : Incision, Inferno et Zombie Blood Curse. Un quatrième titre inédit écrit par Laine pendant la période Unborn, Midnight in Hell, est finalement publié sur l'album numérique Unburied de Six Feet Under, en 2018. Barnes, lui, a également contribué aux paroles et au chant du titre Written in Blood sur l'album Phobia  de Torture Killer, sorti en 2013.
En juin 2022, le groupe publie le titre de son prochain EP, Dead Inside, qui sort le 29 juillet de la même année.

## Discographie
- 2003 : For Maggots to Devour (Candlelight Records)
- 2005 : Sotajumala/Torture Killer (Woodcut Records, split-CD avec Sotajumala)
- 2006 : Swarm! (Metal Blade Records)
- 2009 : Sewers (Dynamic Arts)
- 2012 : I Chose Death (EP, Dynamic Arts)
- 2013 : Phobia (Dynamic Arts ; 15e des charts finlandais[2])
- 2022 : Dead Inside (EP, The Other Records)